# Герб гмины Бабошево

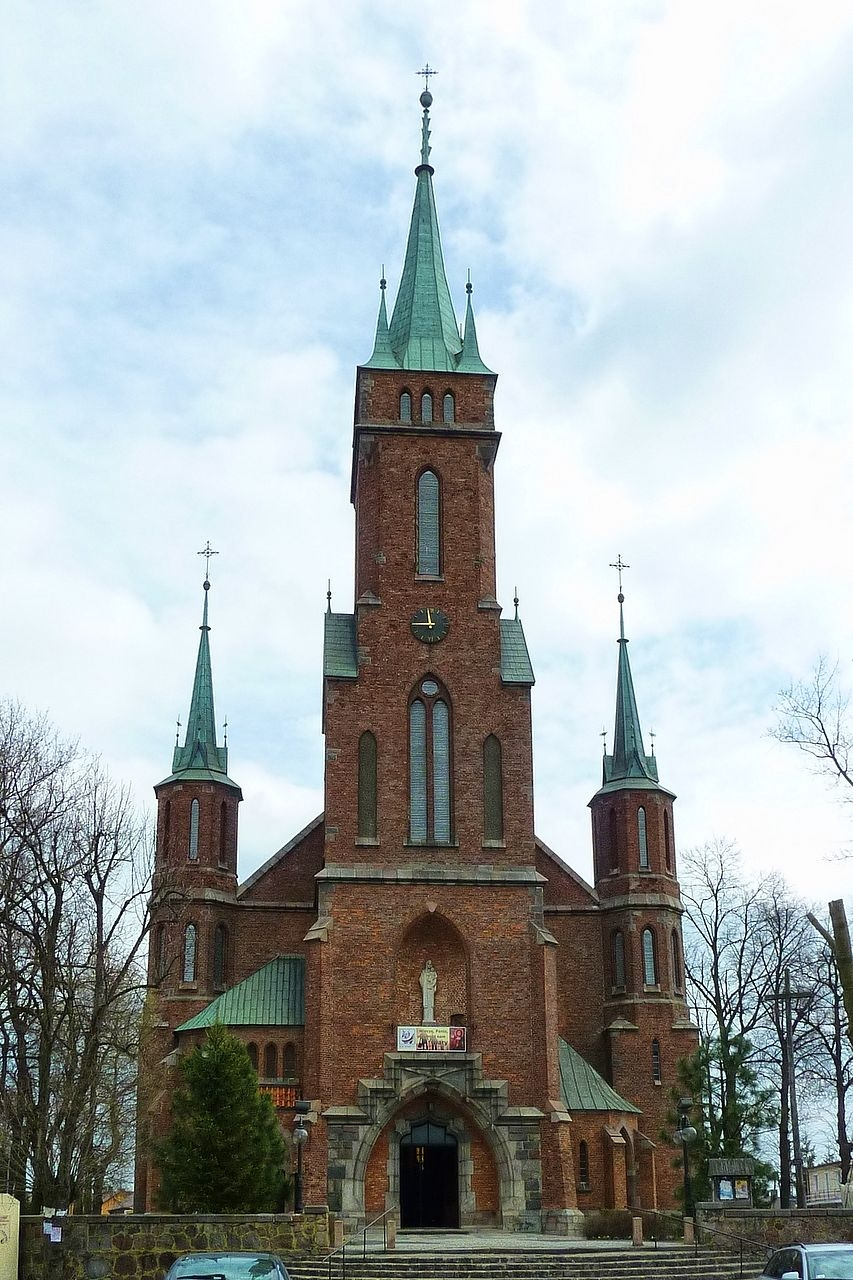
Костёл Божьей Матери Ченстоховской в Бабошево

Герб гмины Бабошево (пол. Herb gminy Baboszewo) — официальный символ гмины Бабошево, расположенной в Мазовецком воеводстве Польши.

## Описание
На испанском щите в серебряном поле красный костёл с чёрными окнами и чёрными воротами, окруженными золотым порталом, с тремя башнями — главной центральной и двумя меньшими боковыми — накрытыми чёрными коническими крышами с крестами того же цвета.
Оригинальный текст (пол.)Na tarczy hiszpańskiej w polu srebrnym kościół czerwony z czarnymi oknami i czarną ostrołukową bramą okoloną złotym portalem, z trzema wieżami — główną środkową i dwiema mniejszymi bocznymi — nakrytymi czarnymi stożkowymi daszkami z krzyżami tej samej barwy.— Urząd Gminy Baboszewo
Костёл на гербе является стилизованным изображением неоготического костёла Божьей Матери Ченстоховской в Бабошево, построенного в 1907—1914 годах и являющегося важным культовым сооружением и достопримечательностью гмины. Костёльная башня является самой высокой среди подобных сооружений Плоньского повета, её высота составляет 57 метров.
Проект герба был положительно оценен Геральдической комиссией и 26 августа 2011 года герб был утверждён и принят к использованию Советом гмины Бабошево.
Автором герба является известный польский геральдист Роберт Шидлик (пол. Robert Szydlik).